# Cotesia flagellator
Cotesia flagellator är en stekelart som först beskrevs av Wilkinson 1930.  Cotesia flagellator ingår i släktet Cotesia och familjen bracksteklar. Inga underarter finns listade i Catalogue of Life.